# Periodic Limb Movement Disorder
Die Periodic Limb Movement Disorder (PLMD) ist eine Erkrankung, bei der neben periodischen Bewegungen der Extremitäten im Schlaf (PLMS) gleichzeitig Schlafstörungen bestehen. Sie ist in der International Classification of Sleep Disorders (ICSD-2, 2005) als eigenständiges Syndrom beschrieben und zählt zu den schlafbezogenen Bewegungsstörungen. Nach ICD-10 gehört sie zu den sonstigen extrapyramidalen Krankheiten und Bewegungsstörungen (G25.8).
Periodische Bewegungen der Extremitäten im Schlaf (PLMS) oder im Wachzustand (PLMW) kommen auch bei Gesunden, vor allem bei Älteren, vor und haben allein keinen Krankheitswert.
Im Unterschied zum verbreiteteren Restless-Legs-Syndrom fehlt in der Symptomatik insbesondere der typische Bewegungsdrang im Wachzustand.

## Diagnose
Bei der in einem Schlaflabor durchzuführenden Polysomnographie finden sich bei den Betroffenen periodische Bewegungen der Extremitäten, bevorzugt der Beine und seltener auch der Arme, mit einer Häufigkeit von mehr als 5/h bei Kindern und mehr als 15/h bei Erwachsenen während des Schlafes. Diese periodischen Bewegungen treten gewöhnlich beidseitig auf, jedoch nicht unbedingt zur gleichen Zeit.
Zusätzlich klagen die Patienten über Schlafstörungen oder Tagesschläfrigkeit.
Vor der Diagnose PLMD muss noch geprüft werden, ob die periodischen Bewegungen nicht anderes besser erklärt werden können. Dabei muss an schlafbezogene Erkrankung wie Restless-Legs-Syndrom und REM-Schlaf-Verhaltensstörung, an PLMS am Ende von Apnoe-Phasen oder neurologische oder internistische Erkrankung, Medikamenteneinnahme oder Substanzmissbrauch gedacht werden.
Normwerte für PLMS in den verschiedenen Altersgruppen gibt es nicht. PLMS kommen bei 30 % der über 50-Jährigen vor, jedoch überwiegend ohne Folgen wie Schlafstörungen oder erhöhter Müdigkeit.

## Therapie
Gewöhnlich sind Schlafstörungen oder die Tagesschläfrigkeit der Grund, aus dem die Patienten Hilfe gesucht haben. Die klinischen Beschwerden stehen bei der Frage der Therapiebedürftigkeit im Vordergrund.

## Epidemiologie, Risikofaktoren
Die in der Vergangenheit wenig exakte Definition von PLMD führte zu einer falschen Gleichsetzung des polysomnographischen Befundes der periodischen Extremitätenbewegungen im Schlaf (PLMS) mit dem Krankheitsbild PLMD. Epidemiologische Untersuchungen zur Prävalenz des PLMD gemäß der nosologischen Kriterien, wie sie in der ICSD-2 von 2005 eindeutig beschrieben sind, liegen bis dato nicht vor. Methodisch fundierte Untersuchungen mit ausreichender Fallzahl über die Prävalenz von periodischen Extremitätenbewegungen im Schlaf in der Normalbevölkerung, insbesondere in verschiedenen Altersstufen, existieren ebenfalls nicht. Bisherige Untersuchungen zeigen, dass periodische Extremitätenbewegungen bereits im Kindesalter vorkommen und mit über 50 % ein sehr häufiges Phänomen bei älteren Personen sind. Man gelangte anhand der Ergebnisse einer Telefonbefragung (Sleep-EVAL) an 18.980 Erwachsenen zu einer Schätzung der Prävalenz des PLMD in der Gesamtbevölkerung von 3,9 %. Die Aussagekraft existierender Studien ist meist dadurch eingeschränkt, dass in vielen Untersuchungen keine ausreichend sensitiven Monitoring-Techniken angewandt wurden, um differentialdiagnostisch Beinbewegungen auszuschließen, wie sie am Ende von pathologischen respiratorischen Ereignissen gehäuft auftreten. Eine weitere kaum beachtete Störgröße ist die teils erhebliche Nacht-zu-Nacht-Variabilität der periodischen Extremitätenbewegungen. Auch wurden bei den meisten Studien zentral wirksame Medikamente und Substanzen nicht erfasst, die periodische Extremitätenbewegungen induzieren, verstärken oder unterdrücken können. Dazu gehören: selektive Serotonin-Wiederaufnahmehemmer, trizyklische Antidepressiva, Mirtazapin, Lithium, klassische und atypische Neuroleptika und Alkohol.

## Pathophysiologie
Die Pathophysiologie des PLMD ist unbekannt. Eine Funktionsstörung im dopaminergen System als gemeinsame Ursache verschiedener Erkrankungen, die mit periodischen Extremitätenbewegungen einhergehen, wird angenommen. Dies gilt besonders für Erkrankungen, bei denen die pathophysiologische Bedeutung dopaminerger Mechanismen gezeigt wurde, wie
- Restless-Legs-Syndrom (RLS)
- Narkolepsie
- REMSchlaf-Verhaltensstörung
- Posttraumatische Belastungsstörung (PTBS)

Die hohe Prävalenz von periodischen Extremitätenbewegungen bei älteren Personen könnte durch den Verlust an Dopamin im höheren Lebensalter bzw. durch die physiologische Abnahme der Dopaminrezeptoren erklärt werden. Die Tatsache, dass periodische Extremitätenbewegungen bei Patienten mit Parkinsonerkrankung nicht besonders häufig auftreten, lässt darauf schließen, dass weniger das nigrostriatale als vielmehr andere dopaminerge Systeme wie dopaminerge dienzephalospinale Bahnen eine pathophysiologische Rolle spielen. Für die Entstehung von periodischen Extremitätenbewegungen auf Rückenmarksebene spricht die Ähnlichkeit der periodischen Extremitätenbewegungen mit dem spinal generierten Flexorreflex in Gestalt des Fluchtreflexes auf schmerzhafte Reize an der Fußsohle und die Tatsache, dass periodische Extremitätenbewegungen regelhaft bei kompletten spinalen Querschnittssyndromen als Ausdruck eines Disinhibitionsphänomens auftreten. Eine dopaminerge Kontrolle des Flexorreflexes ist ebenfalls bekannt. Die Tatsache, dass zentralnervöse Aktivierungen in Form von Arousals gehäuft den periodischen Extremitätenbewegungen vorausgehen, lassen ferner vermuten, dass zentralnervöse Mechanismen nicht nur für die motorischen, sondern auch für autonome Aktivierungen wie die Herzfrequenzanstiege ursächlich sind und nicht direkt durch periodische Extremitätenbewegungen getriggert werden. Zusammenfassend ist von einer pathophysiologisch bedeutsamen Imbalance aus spinaler Übererregbarkeit und Disinhibition supraspinal deszendierender dopaminerger Bahnen auszugehen.